# PH indikator
pH indikator je hemijsko jedinjenje koje se dodaje u malim količinama u rastvor da bi se  vrednost rastvora (kiselost ili baznost) mogla vizuelno odrediti. pH indikator je hemijski detektor hidronijum jona ili vodonikovih jona (H+) u Arenijusovom modelu. Normalno, indikator uzrokuje promenu boje rastvora u zavisnosti od pH vrednosti.
Na standardnoj temperaturi (25° C) pH vrednost neutralnog rastvora je 7.0. Rastvori sa  vrednošću ispod 7.0 su kiseli, dok su rastvori sa  vrednošću iznad 7.0 bazni. Kako su većina prirodnih organskih jedinjenja slabi protoliti, npr. karboksilne kiseline i amini, pH indikatori nalaze mnogobrojne primene u biologiji i analitičkoj hemiji. pH indikatori su jedan od glavnih indikatora jedinjenja u hemijskoj analizi.

## Teorija
Sami po sebi, pH indikatori su često slabe baze ili kiseline. Opšta reakciona šema pH indikatora se može formulisati na sledeći način:
Ovde HInd označava kiseli oblik, a Ind- je konjugovana baza indikatora. Njihov odnos određuje boju rastvora, i povezuje je sa pH vrednošću. Za pH indikatore koji su slabi protoliti, može se napisati Henderson-Haselbalčova jednačina:
{\displaystyle {\textrm {pH}}={\textrm {pK}}_{a}+\log {\frac {[{\textrm {Ind}}^{-}]}{[{\textrm {HInd}}]}}}
Ova jednačina je izvedena iz konstante disocijacije kiseline. Ona navodi da su oba oblika prisutna u odnosu 1:1, kad je pH jednak sa pKa vrednošću indikatora. Ako je pH iznad pKa vrednosti, koncentracija konjugovane baze je veća od koncentracije kiseline, i boja konjugovane baze dominira. Ako je pH ispod pKa vrednosti, suprotno važi.

## Dodatna literatura
- Albert A., Serjeant, E.P. (1971). The Determination of Ionization Constants: A Laboratory Manual. Chapman & Hall.  0-412-10300-1. (Previous edition published as Ionization constants of acids and bases. London (UK): Methuen. 1962.)
- Atkins P.W., Jones, L. (2008). Chemical Principles: The Quest for Insight (4th изд.). W.H. Freeman.  1-4292-0965-8.
- Housecroft, C. E.; Sharpe, A. G. (2008). Inorganic Chemistry (3. изд.). Prentice Hall. ISBN 978-0-13-175553-6. (Non-aqueous solvents)
- Hulanicki A. (1987). Reactions of Acids and Bases in Analytical Chemistry. Horwood.  0-85312-330-6. (translation editor: Mary R. Masson)
- Perrin D.D., Dempsey, B., Serjeant, E.P. (1981). pKa Prediction for Organic Acids and Bases. Chapman & Hall.  0-412-22190-X.
- Holler, F. James; Skoog, Douglas A.; West, Donald M. (1996). Fundamentals of analytical chemistry. Philadelphia: Saunders College Pub.  0-03-005938-0.